# Warwick (Dakota del Nord)
Warwick è un centro abitato (city) degli Stati Uniti, situato nella Contea di Benson nello Stato del Dakota del Nord. Nel censimento del 2000 la popolazione era di 75 abitanti. La città è stata fondata nel 1907.

## Geografia fisica
Secondo i rilevamenti dell'United States Census Bureau, la località di Warwick si estende su una superficie di 2,60 km², dei quali 1,70 km² sono occupati da terre, mentre 0,90 km² dalle acque.

## Popolazione
Secondo il censimento del 2000, a Warwick vivevano 75 persone, ed erano presenti 21 gruppi familiari. La densità di popolazione era di 43,7 ab./km². Nel territorio comunale si trovavano 47 unità edificate. Per quanto riguarda la composizione etnica degli abitanti, il 57,33% era bianco e il 42,67% era nativo.
Per quanto riguarda la suddivisione della popolazione in fasce d'età, il 26,7% era al di sotto dei 18, il 2,7% fra i 18 e i 24, il 22,7% fra i 25 e i 44, il 32,0% fra i 45 e i 64, mentre infine il 16,0% era al di sopra dei 65 anni di età. L'età media della popolazione era di 41 anni. Per ogni 100 donne residenti vivevano 92,3 maschi.